# Li Qin
Pour les articles homonymes, voir Li.
Li Qin (chinois : 李沁 ; pinyin : Lǐ Qìn, née le 27 septembre 1990) également connue sous le nom de Sweet Li, est une actrice chinoise,.
Li est connue pour ses rôles dans The Dream of Red Mansions (en) (2010), The Founding of a Party (2011), White Deer Plain (en) (2017), Princess Agents (en) (2017), Joy of Life (en) (2019), Jade Dynasty (2019), The Chinese Pilot (2019), The Song of Glory (en) (2020), The Wolf (2020), Warm Hug (2020), My Dear Guardian (2021) et Tears in Heaven (en) (2021).

## Jeunesse
Li est née dans la commune de Bacheng de la ville de Kunshan de la province du Jiangsu. À l'âge de 11 ans, Li étudie l'opéra traditionnel chinois à l'école centrale de Shipai.
Elle est diplômée de l'école d'opéra chinoise affiliée à la Shanghai Theatre Academy en 2008, avec une spécialisation en kunqu.

## Carrière

### 2010-2016: Débuts et popularité croissante
Li se fait connaître pour la première fois en 2010 en incarnant Xue Baochai (en) dans la série télévisée The Dream of Red Mansions (en), basée sur le roman du même nom de Cao Xueqin,. Elle remporte le prix de la Meilleure nouvelle actrice lors de la cérémonie des prix TVS pour sa performance.
En 2011, elle fait ses débuts au cinéma dans The Founding of a Party, dans le rôle de Yang Kaihui. Elle est nommée pour le prix du Meilleur espoir aux 31e Prix des Cent Fleurs. Elle incarne de nouveau Yang Kaihui dans China in 1921, une autre production hommage patriotique.
En 2012, Li joue dans la série télévisée mélodrame romantique The Watchful Sky, qui remporte le Gold Angel Award au 9e Festival du film sino-américain. En 2013, elle joue dans les drames romantiques Shining Days et The Return of a Princess, qui atteignent tous les deux des audiences élevées lors de leur diffusion,.
En 2014, Li joue dans le drame romantique If I Love You et est nommée actrice la plus prometteuse aux China TV Drama Awards pour sa performance. En 2015, elle joue dans son premier drame historique My Amazing Bride, dans le rôle d'une héritière excentrique et adorable.

### 2017-présent: Acclamation et transition vers une popularité grand public
En 2017, elle apparaît dans l'adaptation télévisée du roman classique White Deer Plain. Sa performance de Tian Xiao'e est une « illustration parfaite de la vie misérable d'une femme rurale » selon les critiques, et contraste fortement avec ses performances précédentes en tant que personnages jeunes et innocentes. Elle est nommée pour le prix de la meilleure actrice dans un second rôle aux Magnolia Awards pour sa performance. La même année, elle joue dans le drame d'action historique Princess Agents, jouant la princesse d'un royaume déchu. Le drame est un succès majeur et conduit à une popularité croissante de Li. Cette année-là, elle entre pour la première fois sur la liste Forbes China Celebrity 100, se classant 100e.
En 2018, elle est nommée au Prix des Cent Fleurs de la meilleure actrice pour son interprétation de Yang Kaihui dans le film patriotique The Founding of an Army (en),. La même année, elle joue le rôle de la Fragrant Concubine (en) dans le drame de palais Ruyi's Royal Love in the Palace (en). Forbes China la classe dans sa liste 30 Under 30 Asia 2017, composée de 30 personnes influentes de moins de 30 ans qui ont eu un impact substantiel dans leur domaine.
En 2019, elle joue le rôle principal féminin Lu Xueqi dans l'adaptation cinématographique du roman de Xianxia Zhu Xian, intitulée Jade Dynasty,. Elle joue ensuite dans le film catastrophe aéronautique The Chinese Pilot en tant qu'hôtesse de l'air et reçoit le prix de la meilleure actrice dans un second rôle aux Gold Crane Awards organisés par le Festival international du film de Tokyo. La même année, elle joue dans le drame politique historique Joy of Life (en).
En 2020, elle apparaît pour la première fois au gala du Nouvel An de CCTV, interprétant la chanson Hello 2020. La même année, elle joue dans le drame historique The Song of Glory (en) dans le rôle de la fille d'une famille militaire. Elle joue également dans le film comique Warm Hug. Cette année-là, elle se classe 72e sur la liste Forbes China Celebrity 100.

## Approbations
En 2018, Li est sélectionnée comme ambassadrice de la marque de cosmétiques SK-II.
Depuis 2021, la marque italienne de maroquinerie de luxe Furla annonce que Li sera la porte-parole de la marque. En 2021, elle devient également la première porte-parole de la marque Laura Mercier Cosmetics pour la région Asie-Pacifique,. Depuis 2021, elle est nommée porte-parole de la marque Forevermark, une filiale de vente au détail de luxe du groupe De Beers.
En septembre 2023, la marque de vêtements américaine Tommy Hilfiger annonce que Li sera officiellement l'ambassadrice de la marque en Chine, aux côtés de Greg Hsu.

## Filmographie

### Film
| Année | Titre anglais                       | Titre chinois         | Rôle          | Notes/Réf.    |
| ----- | ----------------------------------- | --------------------- | ------------- | ------------- |
| 2011  | Mr. & Mrs. Incredible (en)          | 神奇侠侣              | Lan Fenghuang | [ 44 ]        |
| 2011  | Distressed Thief                    | 落难神偷              | Li Manzhen    | [ 45 ]        |
| 2011  | The Founding of a Party             | 建党伟业              | Yang Kaihui   | [ 8 ]         |
| 2011  | Guo Mingyi                          | 郭明义                | Guo Ruixue    | [ 46 ]        |
| 2012  | Joyful Reunion                      | 饮食男女2：好近又好远 | Bai Ping      | [ 47 ]        |
| 2013  | Amazing (en)                        | 神奇                  | Xiao Ke       | [ 48 ]        |
| 2016  | Never Gone (en)                     | 致青春·原来你还在这里 | Meng Xue      | [ 49 ]        |
| 2016  | Love O2O (en)                       | 微微一笑很倾城        | Meng Yiran    | [ 50 ]        |
| 2017  | The Founding of an Army (en)        | 建军大业              | Yang Kaihui   | [ 25 ]        |
| 2019  | Jade Dynasty                        | 诛仙                  | Lu Xueqi      | [ 30 ]        |
| 2019  | The Chinese Pilot                   | 中国机长              | Zhou Yawen    | [ 31 ]        |
| 2019  | The World Stands Still for a Second | 全世界静止的那一秒    |               | Court métrage |
| 2020  | First Shot                          | 第一枪                |               | Court métrage |
| 2020  | Warm Hug                            | 温暖的抱抱            | Song Wennuan  | [ 36 ]        |
| TBA   | The Perfect Blue                    | 她杀                  | Wu Guan       | [ 53 ]        |

### Séries télévisées
| Year | English title                            | Chinese title  | Role                | Network                                 | Notes/Ref.         |
| ---- | ---------------------------------------- | -------------- | ------------------- | --------------------------------------- | ------------------ |
| 2010 | The Dream of Red Mansions                | 红楼梦         | Xue Baochai (young) | QTV                                     | [ 5 ]              |
| 2011 | China 1921                               | 中国1921       | Yang Kaihui         | CCTV                                    | [ 10 ]             |
| 2011 | General's Diary                          | 将军日记       | Xiao Li             | CCTV                                    | [ 54 ]             |
| 2012 | Mother's Scheme                          | 娘心计         | Jin Puhe (young)    | Dongnan TV                              | [ 55 ]             |
| 2012 | The Watchful Sky                         | 守望的天空     | Pu Tao              | Hunan TV                                | [ 11 ]             |
| 2013 | Shining Days                             | 璀璨人生       | Yu Fei              | Dragon TV, Hunan TV                     | [ 13 ]             |
| 2013 | The Return of a Princess                 | 千金归来       | Shen Changqing      | Hunan TV                                | [ 56 ]             |
| 2013 | Flower Pinellia                          | 花开半夏       | Xia Ruhua           | Hunan TV                                | [ 57 ]             |
| 2013 | Protecting the Grandson                  | 保卫孙子       | Li Xiao'ai          | Dragon TV                               | [ 58 ]             |
| 2014 | Expiration Date to Fall in Love with You | 有效期限爱上你 | Qi Xiaoyu           | DATV                                    | [ 59 ]             |
| 2014 | If I Love You                            | 如果我爱你     | An Ning             | Hunan TV                                | [ 15 ]             |
| 2015 | My Amazing Bride                         | 极品新娘       | Tang Doudou         | SETV                                    | [ 17 ]             |
| 2015 | Sunflower Love                           | 情满雪阳花     | Ye Mingzhu          | Shenchuan TV                            | [ 60 ]             |
| 2015 | Return of Happiness                      | 幸福归来       | Yu Youwei           | Shenchuan TV, Jiangxi TV                | [ 61 ]             |
| 2017 | White Deer Plain                         | 白鹿原         | Tian Xiao'e         | Beijing TV, Dragon TV                   | [ 18 ]             |
| 2017 | Undercover                               | 卧底归来       | Tang Guo            | Shandong TV, Tianjin TV                 |                    |
| 2017 | Princess Agents                          | 特工皇妃楚乔传 | Yuan Chun           | Hunan TV                                | [ 23 ]             |
| 2018 | Battle Through the Heavens               | 斗破苍穹       | Xiao Yixian         | Hunan TV                                | Special appearance |
| 2018 | Ruyi's Royal Love in the Palace          | 如懿傳         | Han Xiangjian       | Tencent                                 | Special appearance |
| 2019 | Joy of Life                              | 庆余年         | Lin Wan'er          | iQiyi, Tencent                          | [ 63 ]             |
| 2020 | The Song of Glory                        | 锦绣南歌       | Shen Lige           | Tencent                                 | [ 35 ]             |
| 2020 | With You                                 | 在一起         | Li Tian Ran         | Dragon TV                               |                    |
| 2020 | The Wolf                                 | 狼殿下         | Ma Zhaixing         | iQiyi, Tencent, Youku                   | [ 64 ]             |
| 2021 | My Dear Guardian                         | 爱上特种兵     | Xia Chu             | iQiyi, WeTV, Shenzhen TV, Southeast TV  | [ 65 ]             |
| 2021 | Tears in Heaven                          | 海上繁花       | Du Xiaosu           | Tencent, iQiyi, Youku, Mango TV, LeTV   | [ 66 ]             |
| 2022 | Thousand Years For You                   | 请君           | Yu Dengdeng / Yunxi | iQiyi                                   |                    |
| 2022 | From Love to Happiness                   | 从爱情到幸福   | Gu Xiaowei          | Sohu TV, MyVideo, LiTV                  |                    |
| 2023 | Miles to Go                              | 人生之路       | Liu Qiaozhen        | CCTV-1, CCTV-8, iQiyi                   |                    |
| 2023 | Where Dreams Begin                       | 梦中的那片海   | Tong Xiao Mei       | CCTV-8, Dragon TV, iQiyi, Tencent, WeTV |                    |
| 2024 | Golden Journey                           | 金色征途       | Shen Jinzhen        | iQiyi                                   |                    |
| 2024 | Dear You                                 | 亲爱的你       | Shi Dian Dian       | Tencent                                 |                    |
| 2024 | The Criminal Police Force                | 三大队         | Tenient             | CCTV-1                                  |                    |
| 2024 | Joy of Life 2                            | 庆余年 第二季  | Lin Wan'er          | iQiyi                                   |                    |
| 2024 | Liang Jing Shi Wu Ri                     | 两京十五日     | -                   | iQiyi                                   |                    |
| 2024 | Ye Bu Shou                               | 夜不收         | -                   | iQiyi                                   |                    |

## Discographie
| Année | Titre anglais                 | Titre chinois | Album                         | Remarques                                                                                        |
| ----- | ----------------------------- | ------------- | ----------------------------- | ------------------------------------------------------------------------------------------------ |
| 2010  | Zang Hua Ci                   | 葬花词        | The Dream of Red Mansions OST |                                                                                                  |
| 2010  | Song of Chasing Kites         | 追风筝的歌    | The Dream of Red Mansions OST |                                                                                                  |
| 2013  | Hug Me Tight                  | 抱紧我        | The Return of a Princess OST  |                                                                                                  |
| 2013  | Shadow                        | 影子          | The Return of a Princess OST  |                                                                                                  |
| 2015  | Left Hand Hold Right Hand     | 左手牵右手    | My Amazing Bride OST          |                                                                                                  |
| 2019  | Year of Reunion               | 团圆年        |                               | Performances pour CCTV Lantern Perormance avec Luo Yunxi et Zhang Binbin                         |
| 2020  | Hello 2020                    | 你好2020      |                               | Performance pour le gala de printemps de CCTV avec Li Xian, Zhu Yilong, Ma Sichun et Zhou Dongyu |
| 2020  | Live Up to the Prime of Youth | 不负韶华      |                               | avec Yu Menglong                                                                                 |